# Michael Dames
Michael Dames (* 1938) ist ein britischer Geograph und Archäologe.

## Leben und Wirken
Dames wuchs seit dem zweiten Lebensjahr in einem kleinen Ort in der Nähe von Aylesbury auf. Er besuchte die Aylesbury Grammar School und studierte der University of Birmingham. 1958 hatte er seine spätere Frau Judy kennengelernt. Er war zunächst als Geografielehrer in Manchester tätig und wechselte zur Kunstrichtung. Er war von 1964 bis 1968 „Lecturer in Prehistoric Design“ am Sheffield Polytechnic University, unterrichtete zwischenzeitlich am Swindon College of Art und war von 1971 bis 1976 Senior Lecturer für Kunstgeschichte an der Polytechnischen Hochschule Birmingham. Von 1976 bis 1987 war er in gemeinschaftlichen Kunstprojekten tätig, um die Synthese zwischen Landschaft und menschlicher Gestalt zu zeigen. Er war von 1976 bis 1981 „Rochdales Town Artist“ und zeigte seine Werke in Einzelausstellungen in Rochdale, Hull, Manchester, Oxford, Droitwich, Northwich und London. Ab 1976 beschäftigte er sich mit Studien der Mythographie des Westens von England, Wales und Irland, die er anschließend veröffentlichte. Er veröffentlichte Bücher über den Silbury-Kulturschatz, den Avebury-Zyklus und Mythic Ireland, in denen er die von ihm angeblich wiederentdeckten Kultlandschaften einer Großen Göttin darstellt.

## Veröffentlichungen (Auswahl)
- The Silbury treasure. The great goddess rediscovered. Thames and Hudson, London 1976, ISBN 0-500-27140-2.
- Avebury Cycle. Thames and Hudson, London 1977, ISBN 0-500-05030-9.
- Mythic Ireland. Thames and Hudson, London 1992, ISBN 0-500-01530-9.
- A Journey Through Mythic Ireland. A Sacred Journey. Element Books, 2000, ISBN 1-86204-446-5 oder Houghton Mifflin, 2000, ISBN 1-86204-546-1.
- Merlin and Wales. A Magician’s Landscape. Thames ans Hudson, London 2004, ISBN 0-500-28496-2.
- Taliesin’s Travels. A Demi-god at Large. Heart of Albion Press, 2006, ISBN 1-872883-89-3.
- Roman Silbury and the harvest goddess. Heart of Albion Press, Loughborough 2007, ISBN 978-1-905646-06-7.